# Locos de amor
Série
Locos de amor 2
(2018)
Pour plus de détails, voir Fiche technique et Distribution.
Locos de amor est un film péruvien réalisé par Frank Pérez-Garland, sorti en 2016.

## Synopsis
Les aventures amoureuses de quatre cousines, Lucía, Viviana, Gloria et Fernanda, qui vivent dans le même immeuble.

## Fiche technique
- Titre : Locos de amor
- Réalisation : Frank Pérez-Garland
- Scénario : Bruno Ascenzo et Mariana Silva
- Musique : José Manuel Barrios
- Photographie : Patricio Fuster
- Montage : Javier Fuentes-León et Angela Vera Temoche
- Production : Miguel Valladares
- Société de production : Tondero Films
- Pays :  Pérou
- Genre : Comédie et film musical
- Durée : 93 minutes
- Dates de sortie : 
  -  Pérou : 5 mai 2016

## Distribution
- Gianella Neyra : Lucia
- Jimena Lindo : Fernanda
- Rossana Fernández Maldonado : Viviana
- Lorena Caravedo : Gloria
- Carlos Carlín : Martin
- Giovanni Ciccia : Rodrigo
- Gonzalo Torres : Ignacio
- Nicolás Galindo : Juan Carlos
- Gonzalo Revoredo : Gabriel
- Ana Cecilia Natteri : Carmela
- Stefano Salvini : Lucas
- Bernie Paz : Santi Santibañez
- Vanessa Saba : la productrice télé
- Mayra Goñi : Josefa

## Box-office
Le film a dépassé le million de spectateurs au box-office péruvien.

## Postérité
Le film a connu trois suites, Locos de amor 2 (2018), Locos de amor 2 (2018) et Locos de amor: mi primer amor (2025).